# Santa Maria del Convent de Sant Domènec
Santa Maria del Convent de Sant Domènec era la capella capitular del convent de l'Orde dels predicadors (dominics) de la ciutat de Perpinyà, a la comarca del Rosselló, de la Catalunya del Nord.
La capella, encara existent, és al costat nord de l'absis de l'església de Sant Domènec.
La construcció és de tradició gòtica, però més tardana del que correspondria al moment àlgid aquest estil: és ja del segle xvi. Tanmateix, les formes arquitectòniques són identificables amb el gòtic.
Aquesta sala capitular i església fins molt recentment era de propietat militar, i era l'estatge d'un regiment de l'exèrcit francès. Ja en mans municipals, n'està prevista la rehabilitació integral en un període aproximadament de cinc anys a comptar des del 2017.